# Fàbrica tèxtil (Castellolí)
Fàbrica tèxtil és una obra de Castellolí (Anoia) inclosa a l'Inventari del Patrimoni Arquitectònic de Catalunya.

## Descripció
Edifici aïllat proper al nucli urbà. És de planta rectangular i té algunes construccions annexes. Les façanes són arrebossades i les teulades de plaques de fibrociment. A la façana corresponent a l'extrem sud de la nau hi ha ornamentacions tipus modernista fetes de totxo i peces ceràmiques.
Molt reformada. Interessant per la façana.

## Història
Fou una de les primeres construccions industrials del municipi.